# Republican in Name Only
Na política dos EUA, Republican In Name Only (Republicano Apenas em Nome) é um pejorativo usado para descrever os políticos do Partido Republicano (GOP) considerados insuficientemente leais ao partido ou desalinhados com a ideologia do partido. Termos semelhantes têm sido usados desde o início de 1900. A sigla RINO tornou-se popular na década de 1990, e tanto a sigla quanto a grafia completa tornaram-se comumente usadas pelo presidente eleito, Donald Trump e seus apoiadores para se referir a seus críticos dentro do Partido Republicano.

## Origem
Em 1912, o ex-presidente Theodore Roosevelt, o então presidente William Howard Taft e o senador Robert M. La Follette lutaram pelo controle ideológico do Partido Republicano e cada um denunciou os outros dois como "not really Republican" (não realmente republicano). A frase Republican in name only só surgiu como um pejorativo político popular nas décadas de 1920, 1950 e 1980.
A primeira aparição impressa conhecida do termo RINO foi no jornal de Manchester, Nova Hampshire, então chamado The Union Leader. Foi inventado para ser abreviado como "RINO" e pronunciado para soar como "rhino" (rinoceronte).
Bill Clinton teria ficado orgulhoso do que estava acontecendo no canto do terceiro andar do Senado no Capitólio Estadual esta semana. ... Os republicanos estavam saindo e os democratas e "RINOs" (Republicans In Name Only) estavam entrando.Original (em inglês): Bill Clinton would have been proud of what was happening on the third-floor Senate corner at the State House this week. ... The Republicans were moving out and the Democrats and "RINOs" (Republicans In Name Only) were moving in.— John DiStaso "Merrill Taps Scamman, Strome and a Thomson". New Hampshire Union Leader. 31/12/1992 (em inglês)

Botões com uma barra vermelha na imagem de um rinoceronte foram vistos no Capitólio Estadual de Nova Hampshire já em 1992. Em 1993, a futura presidente da Assembleia Republicana da Califórnia, Celeste Greig, distribuiu botões com uma barra vermelha sobre a palavra RINO para expressar oposição ao então prefeito de Los Angeles, Ricardo Riordan. O termo entrou em uso generalizado durante os ciclos eleitorais subsequentes.